# Yellow Bluff, Alabama
Yellow Bluff là một thị trấn thuộc quận Wilcox, tiểu bang Alabama, Hoa Kỳ. Dân số năm 2009 là 175 người, mật độ đạt 146 người/km².